# Marioara Murărescu
Maria Murărescu (cunoscută ca Marioara Murărescu, n. 1 octombrie 1947, Stoenești, județul Argeș – d. 30 ianuarie 2014, București ) a fost o realizatoare consacrată de programe folclorice, fiind cunoscută în special pentru emisiunea TV Tezaur folcloric.

## Biografie
S-a născut în familia unui preot, după 18 ani de la căsătoria părinților ei. Despre copilăria ei, rememora: „Bunicul meu cânta la caval și mergea cu oile, era cioban. Pleca dimineața, venea seara, îl vedeam rar, mă lăsa dormind, mă găsea dormind. Dar găseam lângă patul meu, când mă trezeam, o crenguță cu alune, sau fructe de pădure, și știam că a trecut pe-acolo bunicul. Ziua mă jucam cu verișoarele mele, dar eram un copil mai retras.”
A urmat Conservatorul din București, fiind o studentă eminentă, însă a trebuit să renunțe la planul de a deveni soprană, după o operație de amigdalită care i-a schimbat vocea. În al patrulea an de studii a fost marcată de profesorii Emilia Comișel și Gheorghe Oprea, care i-au îndreptat pașii spre muzica populară. De la ei a învățat să privească „folclorul ca pe ceva viu, care ne reprezintă, și prin care putem să cunoaștem neamul acesta”. A debutat la radio.
În calitate de realizatoare de programe de televiziune, numele îi este inseparabil de emisiunea Tezaur folcloric, pe care a realizat-o aproape trei decenii pe postul TVR. În timpul comunismului a fost constrânsă, conform propriilor declarații, să facă anumite compromisuri: „Dacă aș fi cedat intenției cenzurii de a-mi politiza emisiunea mi-aș fi pierdut publicul; dacă nu cedam deloc, mi se suspenda emisiunea.” Ea a străbătut țara, în lung și-n lat, căutând piese originale de folclor, pe care le-a adunat în arhiva folclorică a emisiunii.
Producător și realizator de emisiuni de televiziune, prezentatoarea Marioara Murărescu a dăruit publicului iubitor de folclor emisiuni de înaltă ținută, precum:Tezaur folcloric, Muguri de tezaur, Moștenitorii, Cântecul amintirii... amintirile cântecului (TVR 1) și Patrimoniu etno-folcloric (TVR Cultural).
Emisiunea ,,In Memoriam" realizată de TVR și Iuliana Tudor au prezentat povestea despre modul cum Marioara Murărescu a ales melodia interpretată de maestrul Dumitru Farcaș și cum a fost realizat celebrul generic al emisiunii.
A fost diagnosticată, în anul 2008, cu cancer de sân, suferind două intervenții chirurgicale și mai multe ședințe de chemoterapie. Însă boala a recidivat, după o vreme, la glanda tiroidă, ceea ce a făcut necesară o altă intervenție chirurgicală. În noiembrie 2012, ea declara că nu mai are motivația să se lupte cu boala, fiind hotărâtă să se bucure de familia ei. Din cauza bolii a trebuit să se pensioneze. Pe 7 iunie 2013 au apărut știri că ar fi internată în stare gravă la Cluj-Napoca.
Marioara Murărescu a decedat la 30 ianuarie 2014.

## Premii
Marioara Murărescu a fost decorată la 14 aprilie 2009 cu Ordinul Steaua României, în grad de Cavaler.  În cadrul ceremoniei de la palatul Cotroceni, președintele Traian Băsescu a declarat: „Este pentru mine o decorare ușoară pentru că nu trebuie să explic. O știu toți românii, știu toți cât vă datorăm pentru răbdarea, tenacitatea cu care ați căutat în tezaurul folclorului românesc. Știm toți câtă bucurie ne-ați adus prin promovarea tradițiilor populare și mai ales prin promovarea unor artiști populari, capabili să pună în valoare piesele din tezaurul folcloric românesc. Permiteți-mi să vă mulțumesc în numele românilor și al meu personal.”

## Publicații semnate de Marioara Murărescu
Seria Mari interpreți de folclor, realizată de Marioara Murărescu, în  8 volume cu CD-uri, îi prezintă pe: Drăgan Muntean, Ion Cristoreanu, Maria Lătărețu, Ioana Radu, Elena Roizen, Valeria Peter Predescu, Florica Ungur, Maria Rachiteanu Voicescu. (Editura Litera, ISBN 6425714000766).